# Boville (comune)
Boville è stato un comune italiano della provincia di Roma soppresso nel 1994 ed operativo nel corso degli anni 1993 e 1994. La sua superficie corrispondeva a quella delle due circoscrizioni di Marino Frattocchie e Santa Maria delle Mole, oggi nuovamente frazioni del comune di Marino, nell'area dei Castelli Romani.
Il comune autonomo di Boville venne costituito con legge regionale n° 56 del 21 ottobre 1993: all'atto della sua creazione era vasto 16,89 km² - contro i 26,10 km² totali del comune di Marino con le frazioni - ed aveva una popolazione di 18.818 abitanti - contro i 32.903 abitanti del comune di Marino con le frazioni-. La soppressione del comune fu sancita dalla sentenza della Corte Costituzionale n° 433 del 6 settembre 1995.
La Corte Costituzionale, in una successiva sentenza (n° 43/03) riguardo all'autonomia della frazione di Baranzate dal comune di Bollate, in provincia di Milano, elevò il caso dell'autonomia di Boville quasi ad esempio, asserendo:
(Sentenza della Corte Costituzionale n° 43 del 10 febbraio 2003.)
Il 12 gennaio 1992 si tenne un referendum tra i residenti delle frazioni di Santa Maria delle Mole, Cava dei Selci e Frattocchie, attuali circoscrizioni II e III del comune di Marino, per ottenere l'autonomia del loro territorio, sotto il nome di Comune Autonomo di Bovillae: l'85,5% dei votanti si espresse in favore della separazione. Nel 1994 venne costituito il Comune Autonomo di Boville, subito dopo però soppresso e riaccorpato a Marino: il neo-ricostituito comune di Marino fu commissariato fino a nuove elezioni.
Nel settembre 2008 l'Associazione "Sempre Boville" ha inviato una diffida alla Regione Lazio perché avvii il procedimento per un nuovo, e duraturo, riconoscimento del comune autonomo di Boville.
Il tentativo di indipendenza messo in atto dalla popolazione delle frazioni marinesi fu ispirato da due importanti precedenti di autonomie comunali concesse tra gli anni sessanta e settanta nell'area dei Castelli Romani: nel 1969 la frazione di Lariano si rese indipendente dal comune di Velletri, mentre nel 1974 la frazione di Ciampino acquistò l'indipendenza dallo stesso comune di Marino. Da allora a Marino si cercò di trovare la partecipazione delle frazioni rimanenti: il piano regolatore generale del 1979 pianificò, anche se in modo largamente disatteso nel futuro, l'urbanizzazione delle frazioni di Santa Maria delle Mole e Cava dei Selci, che crebbero a dismisura arrivando a superare in popolazione lo stesso centro storico di Marino.
Il nome del comune autonomo, Boville, trae origine dall'antica città latina di Bovillae, che sorgeva nell'area delle attuali frazioni di Frattocchie e Due Santi.